# Nová Maša (przystanek osobowy)
Nová Maša – przystanek kolejowy znajdujący się we wsi Vaľkovňa w kraju bańskobystrzyckim na linii kolejowej 172 Banská Bystrica – Červená Skala na Słowacji.